# Katableps masoala
Katableps masoala Jocqué, Russell-Smith & Alderweireldt, 2011 è un ragno appartenente alla famiglia Lycosidae.

## Etimologia
Il nome proprio della specie deriva dalla località di rinvenimento degli esemplari: Presqu'île de Masoala.

## Caratteristiche
L'olotipo femminile rinvenuto ha lunghezza totale è di 4,08mm; la lunghezza del cefalotorace è di 2,00mm, e la larghezza è di 1,40mm.

## Distribuzione
La specie è stata reperita nel Madagascar settentrionale: 6,3 chilometri a sud di Ambanizana, nella penisola di Presqu'île de Masoala, appartenente alla Regione di Analanjirofo, nella Provincia di Toamasina.

## Tassonomia
Al 2017 non sono note sottospecie e dal 2011 non sono stati esaminati nuovi esemplari.